# Польско-венгерская граница
Польско-венгерская граница — государственная граница между Венгрией и Польшей, существовавшая в XI—XVI веках и в марте-сентябре 1939 года. Протяженность границы в 1939 году составляла 180 км.

## История
К 1028 году Иштван I Святой занял территорию современной Словакии, установив совместную польско-венгерскую границу. Felvidék (Словакия) стала интегральной частью венгерских земель. Это была единственная постоянная граница в тогдашней Европе, которая не изменялась до потери Венгрией независимости в XVI веке.
Второй раз венгерско-польская граница существовала с 18 марта по 28 сентября 1939 года, когда после раздела Чехословакии по итогам мюнхенского соглашения, Венгрия заняла Карпатскую Русь.
В результате постановлений мюнхенского совещания от 30 сентября 1938 года, которое сильно ослабило центральное правительство в Праге, представители всех движений сторонников независимости Закарпатской Руси 8 октября провозгласили автономию этого края в рамках Второй Чехо-Словацкой республики. Однако 2 ноября 1938 года Венгрия, на основе решений первого венского арбитража, заняла южную часть Карпатской Руси включая два её крупнейших города — Ужгород и Мукачево. В ответ на действия венгров 22 ноября 1938 года Народное Собрание Чехо-Словацкой республики приняло новую конституцию, признающую автономию Карпатской Руси (под названием Карпатская Украина).
Дальнейшая судьба Карпатской Руси была решена политиками великих держав. Требования венгерских властей о присоединении этих территорий склонили гитлеровскую Германию дать согласие на аннексию Венгрией всей территории Карпатской Руси. Соответствующая договорённость была подписана 11 марта 1939 года. Однако после провозглашения Словакией независимости 14 марта 1939 года, также и Карпатская Русь, в ночь с 14 на 15 марта провозгласила независимость Карпатской Украины. В результате вооружённой интервенции Венгрии, к 18 марта 1939 года организующееся государство было ликвидировано. 16 марта 1939 года на Верецком перевале состоялись торжества по случаю встречи польских и венгерских войск и установления общей границы.

## Описание
Граница проходила также, как и участок польско-чехословацкой границы 1938 года от окрестностей Лупкува (Чернинская гора), до скалы Стог в Мармарошском массиве, и имела длину 180 км.